# Michał Mrozowski (prawnik)
Michał Mrozowski herbu Nałęcz (ur. XVIII w., zm. XIX w.) – polski prawnik, pisarz sądu referendarskiego (1757–1780), sekretarz królewski, autor dzieł prawniczych. 
Pochodził z mazowieckiego rodu szlacheckiego pieczętującego się herbem Nałęcz z ziemi łomżyńskiej. W 1757 został pisarzem sądu referendarskiego i pełnił swoją funkcję nieprzerwanie do 1780. 

## Twórczość
Był autorem dzieła poświęconego procesowi przed sądami zadwornymi oraz kompendium zawierającego opis różnych porządków prawnych (miejskiego, wołyńskiego, mazowieckiego) obowiązujących na obszarze Królestwa Polskiego, które przygotował w 1767 na polecenie kanclerza Andrzeja Zamoyskiego:
1. "O różności praw" (tytuł rekonstruowany), nie zachowała się żadna jego kopia, znane jest jedynie z wzmianki w inwentarzu archiwum Andrzeja Zamoyskiego[3].
2. Processus curiae regalis z 1747, w zbiorach Archiwum Głównego Akt Dawnych (AGAD, Zbiór Branickich z Suchej, sygn. 54/69).